# Мој делиријум, светска турнеја
Мој делиријум, светска турнеја (шп. Mi Delirio World Tour, MDWT) је прва соло турнеја мексичке певачице Анаи, која је почела у Бразилу, у граду Сао Пауло 3. новембра 2009. године. На овој турнеји Анаи промовише свој нови албум, . 

## репертоар

### Mi Delirio Worl Tour
Сетлист 1
1. (песма коју је снимила док је била у бенду )
2. (песма коју је снимила док је била у бенду )
3. (песма коју је снимила док је била у бенду )
4. (песма коју је снимила док је била у бенду )

*Мешавина песама које је Анаи снимила док је била чланица бенда RBD.
Сетлист 2
1. Mi Delirio
2. Para Qué
3. Desesperadamente Sola
4. Algun Dia
5. Tal Vez Después
6. Como Cada Día/No Digas Nada
7. Superenamorandome
8. Te Puedo Escuchar
9. Sálvame
10. El me mintió
11. Claveles Importados
12. Apresentação dos Musicos
13. Hasta que Llegues Tu
14. Me Hipnotizas
15. Medley;Así Soy Yo/Extraña sensacion/Desapareció
16. Hasta que me conociste
17. Probadita de Mi
18. Mi Delirio Instrumental

### Mi Delirio Worl Tour Reloaded
1. (песма коју је снимила док је била у бенду )

### GO ANY GO
Сетлист 1
1. (Con Christian Chávez)
2. (Con Penya)
3. (Con Noel Schajris)
4. (Con Noel Schajris)
5. (Con Noel Schajris)
6. (Con Christian Chávez)

Сетлист 2
1. Apertura
2. Pobre Tu Alma
3. Superenamorándome
4. Quiero
5. Medley;No Te Quiero Olvidar/Aleph/Hasta Que Llegues Tú/Te puedo escuchar
6. El me mintió
7. Alérgico
8. Ni una palabra
9. Mi Delirio
10. Para Qué
11. Sálvame
12. Me Hipnotizas
13. Chorando Se Foi

## Датуми
| Датум             | Град              | Округ                 | Држава                                                                | Место одржавања концерта    |
| ----------------- | ----------------- | --------------------- | --------------------------------------------------------------------- | --------------------------- |
| Латино Америка    |                   |                       |                                                                       |                             |
| 3. новембар 2009. | Сао Пауло         | Сао Пауло             | Бразил                                                                | ХСБЦ Бразил                 |
| 4. новембар 2009. | Сао Пауло         | Сао Пауло             | Бразил                                                                | Кариока клуб                |
| 5. новембар 2009. | Рио де Женеиро    | Рио де Женеиро        | Бразил                                                                | Жив Рио                     |
| 6. новембар 2009. | Рио де Жанеиро    | Рио де Жанеиро        | Бразил                                                                | Скала                       |
| 7. новембар 2009. | Форталеза         | Сеара                 | Бразил                                                                | Хала Сиара                  |
| 5. децембар 2009. | Буенос Ајрес      | Буенос Ајрес          | Аргентина                                                             | Хала Луна Парк              |
| 6. децембар 2009. | Сантијаго де Чиле | Сантијаго де Чиле     | Чиле                                                                  | Театро Оријенте             |
| 31. јануар 2010.  | Каракас           | Шаблон:VENb Венецуела | Hipódromo La Rinconada (Solid Fest)                                   | -                           |
| Европа            |                   |                       |                                                                       |                             |
| 10. март 2010.    | Београд           | Београд               | Србија                                                                | Дом Синдиката               |
| 12. март 2010.    | Љубљана           | Љубљана               | Словенија                                                             | Хала Тиволи                 |
| 13. март 2010.    | Букурешт          | Букурешт              | Румунија                                                              | Сала Палатулуи              |
| 20. март 2010.    | Монтереј          | Мексико               | Auditorio Luiz Elizondo                                               | Почетак трећег дела турнеје |
| 21. март 2010.    | Гвадалахара       | Teatro Galerias       | -                                                                     |                             |
| 25. март 2010.    | Мексико Сити      | Театро Метрополитан   | Гости: Аманда Мигел, Ана Паула (Анаина млађа сестра) и Марио Сандовал |                             |
| Европа            |                   |                       |                                                                       |                             |
| 17. април 2010    | Мадрид            | Шпанија               | -                                                                     | Промо                       |
| 19. април 2010.   | Барселона         | -                     |                                                                       | Промо                       |
| Јужна Америка     |                   |                       |                                                                       |                             |
| 19. април 2010.   | Каракас           | Венецуела             | Могуће је да ће наступ бити отказан                                   | -                           |

## Концерт у Србији
Анаин концерт у Србији је првенствено заказан у Београдској арени. Због немогућности отклањања тениског терена са два дана раније завршеног „Дејвис“ купа, а и због земљотреса који се десио у Чилеу дан после Анаиног наступа у истој држави, концерт је померен у Дом Синдиката. Сви фанови су се сјурили у предње редове, тако да су се пели на седишта и наслоне за руке и леђа истих тих седишта. Анаин је на концерт каснио четрдесет и пет минута, а онда се у свом пуном сјају појавила на бини, излазећи из великог балона који је стајао на сред бине. Запевала је свој први соло синлг после -a под називом "", који је такође насловна нумера њеног новог албума, и тиме загрејала атмосферу у сали у којој се налазило преко три хиљаде тинејџера, углавном девојчица. Затим је наставила концерт певајући хитове попут "Para Que", "Superenamorandome", "Desesperadamente Sola", "Salvame", "Te Puedo Escuchar". Публика је непрестано узвикивала речи попут "Any, Serbia te ama!" (Анаи, Србија те воли) и сваку песму је дословце отпевала заједно са Анаи. За песму "", Анаи се на сцени појавила у мини венчаници и чарапама са халтерима. На венчаници је имала вео, а испод њега су се налазили ножеви „забодени“ у певачицу. Сценски наступ за ту песму се састојао из Анаиног умирања. За песму "", Анаи је узела српску заставу, пољубила је, огрнула се њоме и тако отпевала остатак песме. Последња песма на концерту је била "Hasta Que Me Conociste", која, нажалост, није схваћена као бис, иако је тако требало да буде. У тој песми је Анаин дочарала звуке самбе, играјући са својих четворо играча и играчица. Мексичке телевизије су данима касније причале о концерту и о томе како је Анаин одржала велику популарност и после распада бенда . Већ дан после концерт су почеле да круже приче да ће Анаин у Србију доћи опет у августу, али, ништа није потврђено.

### Галерија
- Балон у коме се Анаи налазила пре почетка концерта
- Анаи огрнута српском заставом
- Анаи, „умире“ на сцени док пева песму "El Me Mintio"